# Mieczysław Woźniak (farmaceuta)
Mieczysław Woźniak (zm. 16 stycznia 2021) – polski farmaceuta, specjalista w zakresie biochemii klinicznej, prof. dr hab.

## Życiorys
W 1971 ukończył studia analityki farmaceutycznej w Akademii Medycznej im. Piastów Śląskich. Obronił pracę doktorską, w 1989 habilitował się na podstawie rozprawy zatytułowanej Rola esterazy hormonu juwenilnego w regulacji rozwoju owadów. 30 listopada 2001 nadano mu tytuł profesora w zakresie nauk farmaceutycznych. Został zatrudniony na stanowisku adiunkta w University of Saskatchewan.
Był profesorem zwyczajnym i kierownikiem w Katedrze i Zakładzie Analityki Medycznej na Wydziale Farmaceutycznym z Oddziałem Analityki Medycznej Uniwersytetu Medycznego im. Piastów Śląskich we Wrocławiu, oraz członkiem zarządu Polskiego Towarzystwa Diagnostyki Laboratoryjnej.
Zmarł 16 stycznia 2021.